# ¿A dónde vamos a parar?
«¿A dónde vamos a parar?» es una balada interprerada por el cantante mexicano Marco Antonio Solís correspondiente a su noveno álbum de estudio, En total plenitud. Es el primer sencillo y vídeo musical del disco. El sencillo fue nominado en dos ocasiones en los Latin Grammy 2011, por Canción del Año y por Mejor Canción Regional Mexicana.

## Videoclip
El videoclip de «¿A dónde vamos a parar?» fue lanzado el 29 de julio de 2010 en YouTube.

## Listas de éxitos
| Lista (2010)                              | Posición |
| ----------------------------------------- | -------- |
| México (Monitor Latino)                   | 1        |
| Estados Unidos (Hot Latin Songs)          | 18       |
| Estados Unidos (Regional Mexican Airplay) | 13       |